# Presunto culpable (película de 1990)
Presunto culpable (título original: Back Stab) es una película canadiense de drama, crimen y misterio de 1990, dirigida por Jim Kaufman, escrita por Paul Koval, musicalizada por Marty Simon, en la fotografía estuvo Rodney Gibbons y los protagonistas son James Brolin, Dorothée Berryman y Meg Foster, entre otros. El filme fue realizado por Allegro Films, CFCF-TV, Cinegems International y Image Organization; se estrenó el 3 de octubre de 1990.

## Sinopsis
Un arquitecto se acuesta con una desconocida, ella es atractiva, al despertar se encuentra con un hombre muerto a su lado, es su jefe.